# Nidos oro uostas
Nidos oro uostas är en flygplats i Litauen. Den ligger i den västra delen av landet, 280 km väster om huvudstaden Vilnius. Nidos oro uostas ligger 6 meter över havet.
Terrängen runt Nidos oro uostas är mycket platt. Havet är nära Nidos oro uostas österut.  Närmaste större samhälle är Neringa, 4,4 km norr om Nidos oro uostas. 